# Thu phân
Tiết Thu phân  (tiếng Hán: 秋分; bính âm: ‘‘qiūfēn’’),  theo lịch Trung Quốc cổ đại, là tiết khí có khởi đầu bằng điểm giữa của mùa thu, nó là một trong hai mươi tư tiết khí trong nông lịch. Theo định nghĩa này, thời điểm bắt đầu của nó trùng với điểm thu phân (tiếng Anh: Autumnal equinox) tại Bắc bán cầu của khoa học phương Tây. Tuy nhiên, theo quan điểm của khoa học phương Tây thì nó là điểm bắt đầu của mùa thu tại Bắc bán cầu, thời điểm mà Mặt Trời xuất hiện trên xích đạo thiên cầu (Mặt Trời ở gần xích đạo nhất) và bắt đầu đi xuống hướng nam. Về mặt thời gian, thu phân bắt đầu vào khoảng 22 tháng 9 đến 24 tháng 9.
Theo quy ước, tiết thu phân là khoảng thời gian bắt đầu từ khoảng ngày 23 hay 24 tháng 9 khi kết thúc tiết bạch lộ và kết thúc vào khoảng ngày 8 hay 9 tháng 10 trong lịch Gregory theo các múi giờ Đông Á khi tiết hàn lộ bắt đầu.
Theo thuật ngữ thiên văn học phương Tây, đó là thời điểm có liên quan đến vị trí của hành tinh trên quỹ đạo quanh Mặt Trời. Nó là lúc kinh độ Mặt Trời bằng 180 độ.
Ở Nam bán cầu thì thời điểm đó lại là điểm diễn ra điểm xuân phân (Vernal equinox) tại bán cầu này.

## Chuyển động của Mặt Trời

Sự chiếu sáng Trái Đất bởi Mặt Trời vào ngày Xuân phân và Thu phân

Tại điểm Thu phân, người quan sát sẽ thấy Mặt Trời khi đó mọc "chính xác" ở phía Đông và lặn "chính xác" ở phía Tây.
Có thể nói nôm na là thu phân là thời điểm mà trước và sau đó khoảng ba tháng Mặt Trời có xu hướng mỗi ngày mọc và lặn nhích dần về phía nam.

## Lễ hội
Lễ hội Mabon của đạo Wicca được tổ chức vào ngày này, đây là một trong tám lễ hội Sabbat của những người theo tân pagan giáo (neopagan) này.
Tại Nhật Bản ngày Thu phân (秋分の日) là ngày lễ chính thức của quốc gia này để mọi người đi tảo mộ và đoàn tụ gia đình.
Tại các quốc gia Âu Mỹ, mùa thu cũng là mùa thu hoạch chính và có các lễ hội mừng được mùa. Lễ hội thu hoạch truyền thống tại Anh được tổ chức vào ngày chủ nhật gần "Ngày trăng thu hoạch" (Harvest Moon), đó là ngày trăng tròn xảy ra gần điểm thu phân (22 hoặc 23 tháng 9) nhất. Tại Hoa Kỳ và Canada vào tháng 10 hay tháng 11 vào ngày lễ tạ ơn.
Cũng vào độ thời gian này, tại các quốc gia trong Vòng văn hóa Đông Á có lễ hội Trung Thu mà tại Triều Tiên thường gọi là Chuseok (Thu Tịch), ngày mà người nông dân làm lễ tạ ơn tổ tiên vì đã cho một mùa màng bội thu.